# Beek

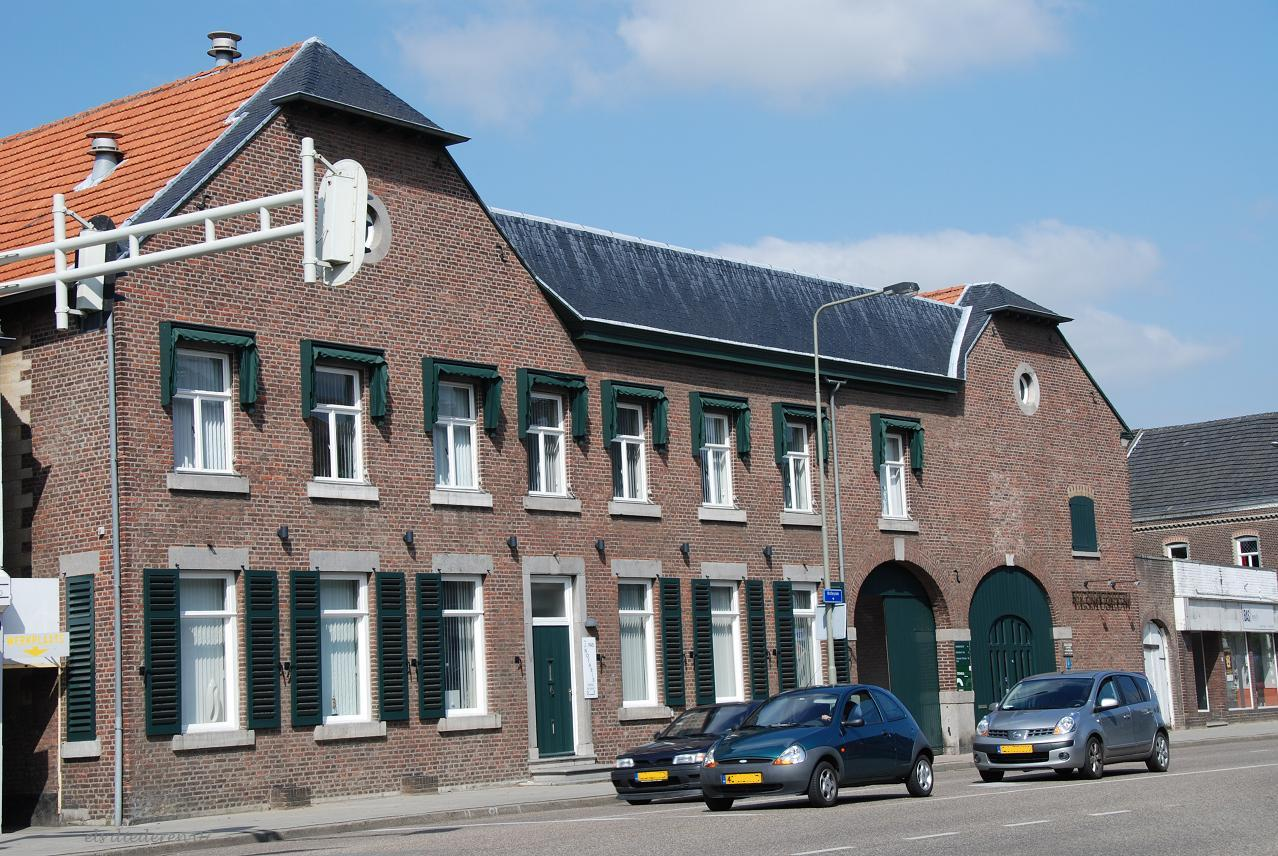
Tidigare bränneri, nu museum.

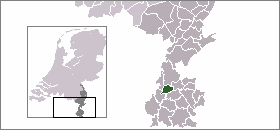
Beeks läge

Beek är en kommun i provinsen Limburg i Nederländerna. Kommunens totala area är 21,00 km² (där 0 km² är vatten) och invånarantalet är på 17 033 invånare (2005).